# Indasclera himalaica
Indasclera himalaica es una especie de coleóptero de la familia Oedemeridae.

## Distribución geográfica
Habita en la India.